# Покровская церковь (Дегтярёвка)
Покровская церковь, Церковь Покрова Пресвятой Богородицы — православный храм и памятник архитектуры местного значения в Дегтярёвке.

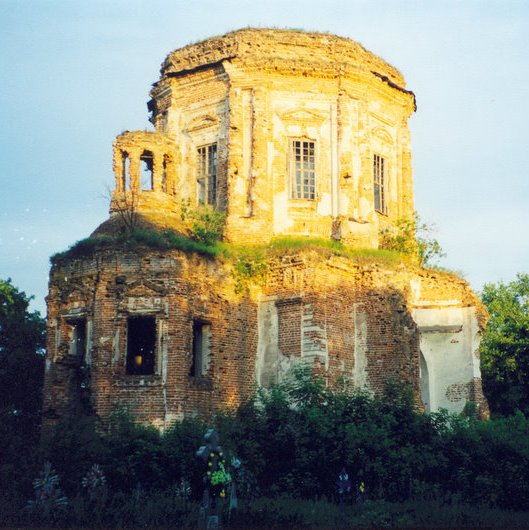
Церковь Покровы Пресвятой Богородицы в Дегтярёвке. 2002 год

## История
Решением исполкома Черниговского областного совета народных депутатов от 26.06.1989 № 130 присвоен статус памятник архитектуры местного значения с охранным № 66-Чг под названием Покровская церковь.

## Описание
Покровская церковь — памятник каменной монументальной архитектуры эпохи украинского барокко. Внешний декор (ныне утраченный) свидетельствовал про знакомство автора проекта храма с западно-европейской архитектурой конца XVII века.
Церковь была построена по заказу и на средства гетмана Ивана Мазепы в период 1709—1710 годы в стиле украинского барокко. На строительство этой церкви гетман Мазепа выделил 15 000 золотых монет. Храм относился к юрисдикции Спасо-Преображенского монастыря. В церкви находилась чудотворная икона Божьей Матери Дегтярёвская, её оклад также был изготовлен на средства гетмана, на ней сверху изображён Бог-Отец, на краях Иоанн Предтеча и Архангел Михаил, а снизу герб гетмана Ивана Мазепы.
Архитектура до разрушения — каменная, пятидольная (пятисрубная) церковь. Центральный, квадратный в плане объём, увенчанный шестигранным барабаном с многоярусным куполом. К центральному объёму примыкают шестигранные помещения с небольшими куполами (формы верхов перестроены в конце XIX века).
После октября 1917 года советская власть разрушила эту церковь, снесла купола, расхитила иконы. Однако до конца её уничтожить не успели. К 2002 году храм представлял собой руины. В 2009 году был восстановлен один из приделов — восьмерик увенчанный куполом на восьмигранном барабане; украшен пилястрами, треугольными и лучковыми фронтонами. На остальной части не проведены и не проводятся (на февраль 2022 года) ремонтно-реставрационные работы.
В январе 2021 года предстоятель православной церкви Украины митрополит Епифаний сообщил, что ПЦУ начинает реставрационные работы в церкви Покрова Пресвятой Богородицы и планирует их довести до логического завершения.

## Историческое значение

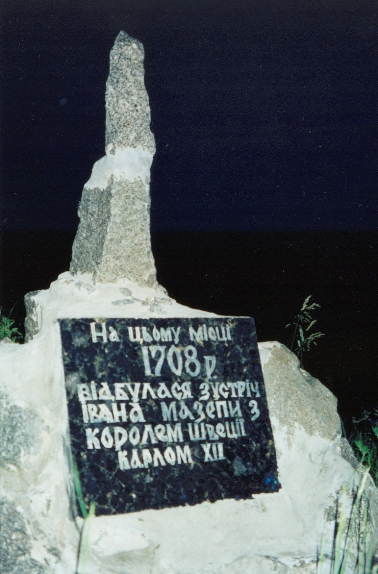
Памятный знак в Дегтярёвке

По сведениям исследователя гетманства Мазепы Сергея Павленко, в этой церкви гетман Мазепа молился накануне принятия решения о переходе на сторону короля Карла ХІІ в войне с Россией. Именно отсюда 30 октября 1708 года Иван Мазепа отправил письмо Стародубскому полковнику Ивану Скоропадскому о необходимости проведения действий, направленных против московского царя Петра І. Также в 300 метрах от этой церкви состоялась первая встреча гетмана Мазепы и короля Карла ХІІ. На этом месте новгород-северские краеведы установили памятный знак.